# André José Apolinário
André José Apolinário (ilha de São Jorge, 14 de Janeiro de 1810 — 3 de Novembro, 1891) foi um militar português. Pelos serviços prestados à pátria foi condecorado com a Medalha da Ordem de Isabel a Católica e com o grau de Cavaleiro da Ordem Militar da Torre e Espada, Valor, Lealdade e Mérito. Foi importante defensor da causa liberal tendo por ela participado em vários combates.